# Mehr Eliezer
Mehr Eliezer (Nueva Delhi; 16 de enero de 1997) es una cantante, actriz, modelo y reina de belleza panameña que se coronó Señorita Panamá 2019 y representó a Panamá en Miss Universo 2019.

## Vida personal
Mehr Eliezer nació el 16 de enero de 1997 en Nueva Delhi, India y creció en Ciudad de Panamá. Vivió en Dávao, Filipinas, durante dos años, donde asistió al Ateneo de Dávao. Se graduó de la Academia Balboa en 2015 y obtuvo dos títulos de licenciatura en Relaciones Internacionales y Economía de la Universidad Estatal de Florida en 2019. Habla inglés y español con fluidez, también habla hindi, tagalo y portugués.

## Participación en el concurso
El 16 de enero de 2019, Mehr asistió al casting para la competencia Señorita Panamá. El 20 de junio de 2019, Eliezer comenzó su carrera de representación representando a Isla Flamenco en la competencia Señorita Panamá 2019 en el Roberto Durán Arena en Ciudad de Panamá, donde fue coronada como Miss Universo Panamá 2019. Además, ganó un premio especial de Miss Pandora. Sucedió saliente por Señorita Panamá 2018 Rosa Montezuma. Como Señorita Panamá, Eliezer representó a su país en Miss Universo 2019.